# The Machine (informatique)
The Machine (en français « la machine ») est le nom d’un projet de recherche de HP Enterprise. Il s’agit d’un projet de développement d’un nouveau genre d’ordinateur basé sur des memristors, des connexions optiques et un nouveau système d'exploitation nommé Carbone,,,,,,.

## Histoire
Ce projet de recherche lancé en 2014, sans mémoire RAM ni stockage traditionnel, se donne comme objectif de faire tenir la puissance d'un datacenter dans une machine de la « taille d'un frigo ».
Cependant, "The Machine" a été absent du salon HP Discover de Las Vegas en 2015, et le directeur des HP Labs a confirmé que le projet se réoriente vers une architecture pilotée par la mémoire, centrée sur les grosses volumétries de données plutôt que sur la puissance de traitement.